# Dire Straits
I Dire Straits (IPA: [daɪə(ɹ) stɹeɪts]) sono stati un gruppo rock britannico fondato nel 1977 da Mark Knopfler (voce, chitarra e autore di tutti i brani) insieme al fratello David Knopfler (chitarra), a John Illsley (basso) e a Pick Withers (batteria). Nel corso degli anni, la band conobbe qualche avvicendamento nella formazione, che in tempi diversi vide Alan Clark (tastiere), Hal Lindes (chitarra), Terry Williams (batteria) e Guy Fletcher (tastiere) entrare a far parte del progetto come componenti stabili, affiancati di volta in volta – in base alle varie esigenze interpretative – da alcuni turnisti.
Il gruppo proponeva un rock limpido, costruito intorno agli stilemi del blues rock e contraddistinto da un'ampia gamma di influenze musicali, tra le quali spiccavano elementi country, folk, jazz e rock progressivo. Pur collocandosi in netta controtendenza rispetto ai canoni del periodo, dominato da post-punk, new wave, soft rock e disco music, i Dire Straits si affermarono grazie a sonorità originali e immediatamente riconoscibili, nonché alla loro abilità tecnica come esecutori. Il frontman Mark Knopfler, in particolare, fin dagli esordi è stato considerato un virtuoso della chitarra e un autore di talento.
L'atteggiamento sobrio e modesto, agli antipodi dello stereotipo delle rockstar, e la propensione a rifuggire le luci della ribalta per dedicarsi alla musica senza divagazioni costituivano i tratti peculiari dello spirito che ha sempre animato l'attività del gruppo. In occasione dei primi concerti della band, ad esempio, Mark Knopfler era solito chiedere agli ingegneri del suono di non alzare eccessivamente il volume dei diffusori, in modo tale da permettere al pubblico di conversare liberamente durante lo spettacolo.
Annoverati tra gli esponenti principali del rock britannico, i Dire Straits hanno inciso, escludendo le antologie, nove album – di cui tre dal vivo – che nel complesso contano oltre 120 milioni di copie vendute. Il sodalizio si sciolse di fatto agli inizi degli anni novanta, allorché Mark Knopfler – che insieme a John Illsley era rimasto l'unico componente del quartetto originario – preferì concentrarsi a tempo pieno sulla propria carriera solista e su alcuni progetti alternativi, allontanandosi ulteriormente dal mondo del music business e dalle sue dinamiche.
Nel 2018 sono stati introdotti nella Rock and Roll Hall of Fame.

## Storia

### Gli esordi (1977-1979)

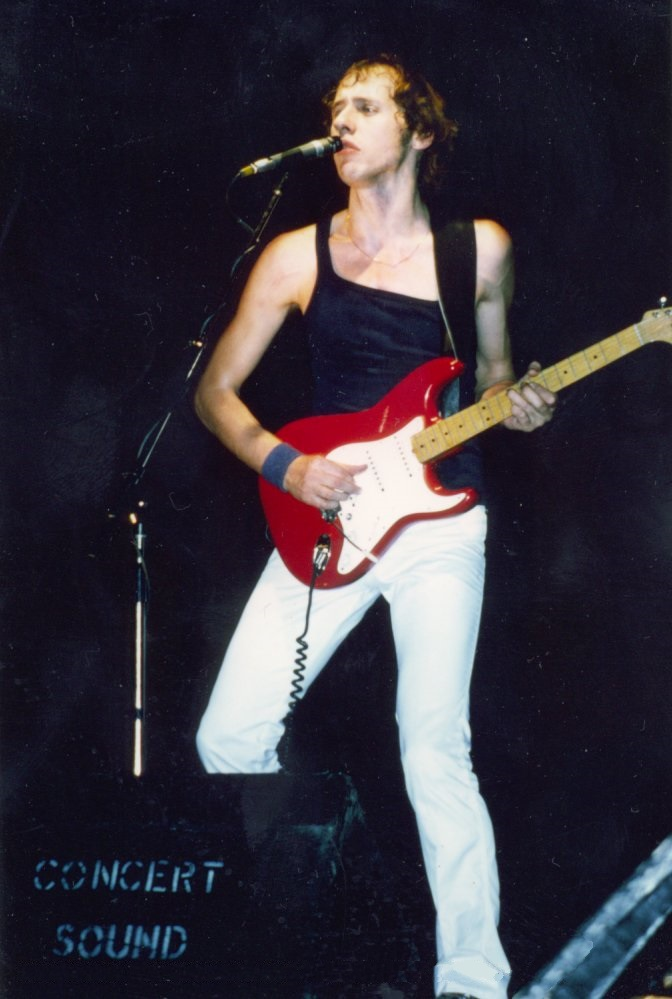
Il chitarrista, cantante e compositore Mark Knopfler, leader carismatico dei Dire Straits

Le origini della band risalgono all'aprile del 1977, quando Mark Knopfler – un giovane ex giornalista e insegnante di inglese con alcune esperienze da chitarrista – si trasferì a Deptford nell'appartamento che il fratello minore David condivideva con il bassista John Illsley. I tre amici, determinati a costituire un gruppo, cominciarono a provare insieme le numerose canzoni che Mark aveva scritto negli anni precedenti e che si era sempre mostrato restio a eseguire in pubblico, essendo timido e poco fiducioso nelle proprie doti di compositore. La formazione della band fu completata dal batterista Pick Withers, che aveva già collaborato con Mark Knopfler nel 1973 ai tempi della loro comune permanenza nei Brewers Droop, un collettivo blues/pub rock attivo nell'area di High Wycombe. Withers inoltre era noto per aver fatto parte degli Spring e dei Primitives.
Il primo concerto del gruppo ebbe luogo in uno spiazzo collocato sul retro della palazzina di Deptford nella quale si trovava l'abitazione di John Illsley e dei fratelli Knopfler; l'energia necessaria per il funzionamento degli strumenti proveniva direttamente dall'appartamento medesimo, che era stato collegato al palco tramite un lungo cavo elettrico. Il quartetto aveva scelto di debuttare con la denominazione di Café Racers, mutuata da una band rockabilly fondata qualche anno prima dallo stesso Mark Knopfler. Successivamente, un amico di Pick Withers suggerì il nome Dire Straits (letteralmente «terribili ristrettezze», «tremende avversità»), che accennava con ironia alle difficoltà di natura economica cui i componenti del gruppo dovevano far fronte in quei mesi; la band assunse la nuova denominazione a partire dal secondo concerto, che venne organizzato all'Albany Theatre di Deptford.
Gli inizi furono difficili e penalizzati da riscontri di pubblico molto scarsi: Knopfler e compagni proponevano infatti un rock cristallino, ispirato prevalentemente al blues e al rock and roll americano delle origini, che risultava del tutto fuori moda e in contrapposizione rispetto alle tendenze musicali dell'epoca, segnate dal punk e dalla disco music. Le sonorità asciutte dei Dire Straits, connotate da una spiccata immediatezza espressiva, si rifacevano anche al pub rock britannico dei primi anni settanta; tuttavia – a differenza dei principali esponenti del genere, che si distinguevano per un approccio scanzonato e disimpegnato – molte delle composizioni di Mark Knopfler presentavano un tono riflessivo e una notevole forza evocativa, tanto nel testo quanto nella musica.
Il 27 luglio 1977 la band preparò un demo di cinque canzoni: oltre al futuro successo Sultans of Swing, il nastro comprendeva i brani Water of Love, Down to the Waterline, Wild West End e Sacred Loving, un pezzo firmato da David Knopfler che non è mai comparso nella discografia del gruppo. Tra ottobre e novembre furono registrate versioni dimostrative di Southbound Again, In the Gallery, Six Blade Knife, Eastbound Train, Setting Me Up e Real Girl, un altro brano rimasto inedito. I nastri vennero recapitati al disc jockey Charlie Gillett, che conduceva un programma radiofonico sulle frequenze locali della BBC: la band intendeva solamente chiedergli di formulare un giudizio, ma Gillett rimase così colpito dallo stile musicale dei Dire Straits che decise, all'insaputa del gruppo, di inserire stabilmente Sultans of Swing nella propria programmazione. La canzone costituisce un autentico inno all'amore per la musica: nel testo vengono descritti i componenti di un complesso amatoriale dixieland, che dopo il lavoro si dedicano con semplicità al piacere di suonare insieme. Il brano riscosse l'apprezzamento degli ascoltatori dell'emittente, il che valse ai Dire Straits, grazie alla mediazione dello stesso Gillett, il loro primo contratto discografico.

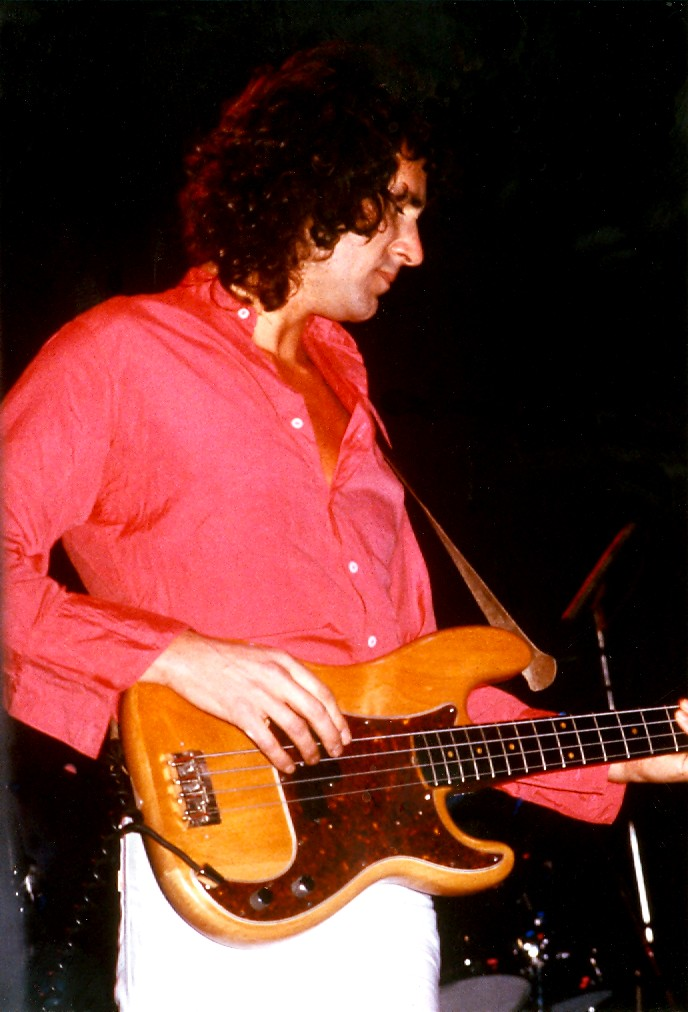
Il bassista John Illsley durante un'esibizione del gruppo (1979)

Nel febbraio del 1978, dopo aver preso parte ad alcuni concerti degli statunitensi Talking Heads come formazione di supporto, la band incise il suo primo album, intitolato Dire Straits, in un piccolo studio di Londra; i lavori durarono dodici giorni effettivi. Nel corso delle sessioni di registrazione, il produttore artistico Muff Winwood decise di mantenere inalterato lo stile peculiare del gruppo, caratterizzato da arrangiamenti piuttosto essenziali e incentrati sul talento chitarristico di Mark Knopfler. Malgrado le valutazioni lusinghiere della critica, il disco – che raccoglie i migliori brani suonati ai tempi della "gavetta" – fu inizialmente ignorato dal pubblico nel Regno Unito, dove era stato edito l'8 giugno 1978 senza alcuna forma di pubblicità. Grazie al contributo fornito dalla prima tournée europea della band, l'album ottenne tuttavia un immediato successo nelle altre principali nazioni del "vecchio continente" – in particolare in Germania e nei Paesi Bassi – nonché negli Stati Uniti e in Australia, riuscendo infine ad affermarsi anche in terra britannica.
A dicembre del medesimo anno fu completata la registrazione di Communiqué, il secondo album del gruppo, prodotto da Barry Beckett e Jerry Wexler: il disco, pubblicato il 15 giugno 1979, ricalca sostanzialmente gli stilemi musicali del lavoro d'esordio pur non essendone una copia pedissequa. Il nuovo album permise ai Dire Straits di incrementare il repertorio, consolidando al contempo la loro fama di valenti musicisti; brani come Once Upon a Time in the West, News, Where Do You Think You're Going?, Lady Writer, Single Handed Sailor e Follow Me Home misero inoltre in luce le crescenti capacità compositive di Mark Knopfler. A dispetto dei giudizi non del tutto positivi della critica, Communiqué fu molto ben accolto dagli estimatori del gruppo, che apprezzarono in particolare i caratteristici fraseggi e assolo di chitarra dello stesso Knopfler; in Germania fu il primo LP della storia a debuttare direttamente in vetta alla classifica.
Nel 1979, i Dire Straits intrapresero una tournée mondiale che vide ciascuno degli spettacoli previsti fare registrare il "tutto esaurito". Il 16 febbraio, la band si esibì in un concerto completo negli studi della rete televisiva tedesca WDR di Colonia per il programma Rockpalast. Durante la tappa nordamericana del tour, il gruppo tenne 51 spettacoli nell'arco di 38 giorni; a una delle esibizioni di Los Angeles assistette anche Bob Dylan, il quale invitò Mark Knopfler e Pick Withers a partecipare alle sessioni di registrazione del suo nuovo album, Slow Train Coming. Alcuni frammenti tratti dai due concerti conclusivi della tournée, che ebbero luogo il 20 e il 21 dicembre presso il Rainbow Theatre di Londra, furono trasmessi dalla BBC all'interno del documentario Arena insieme a una lunga intervista con i quattro componenti della band. Nello stesso anno, il maggiore dei fratelli Knopfler collaborò con gli Steely Dan e con Philip Lynott.

### L'evoluzione (1980-1984)

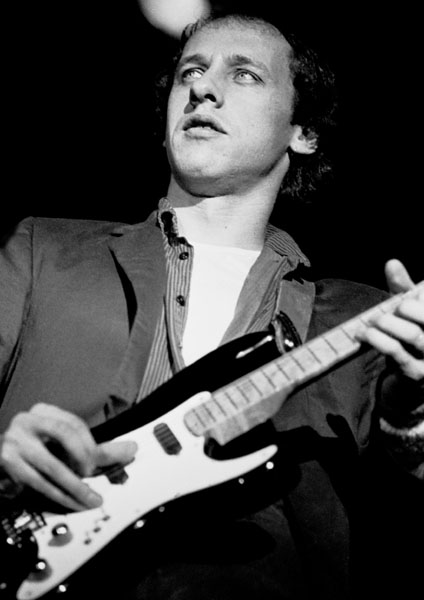
Mark Knopfler in concerto con i Dire Straits durante lOn Location World Tour (1980-1981)

Una prima svolta avvenne con Making Movies: la terza opera discografica del gruppo, pubblicata il 17 ottobre 1980, fu prodotta dal medesimo Mark Knopfler insieme a Jimmy Iovine. La registrazione del disco aveva avuto luogo nell'estate precedente a New York, dove nel frattempo Knopfler si era trasferito. Il rinnovato approccio stilistico vide le influenze jazz, blues, country e folk, che caratterizzavano la musica dei Dire Straits fin dagli esordi, iniziare a convivere con arrangiamenti rock più elaborati e brani mediamente più lunghi; vennero inoltre introdotte le tastiere, suonate nella circostanza da Roy Bittan della E Street Band.
Anche le tematiche delle canzoni subirono un'evoluzione: i testi si fecero più ricercati, poetici e connotati da una forte impronta narrativa, alla stregua di brevi romanzi in musica. Uno degli esempi più significativi in questo senso è costituito da Tunnel of Love, la traccia di apertura dell'album, nota anche per un lungo assolo di chitarra particolarmente evocativo. Tra i brani più rappresentativi del disco si annoverano inoltre Skateaway, Hand in Hand e Solid Rock, che divenne una presenza irrinunciabile nei concerti della band. La canzone più celebre dell'album è tuttavia Romeo and Juliet, un pezzo sull'amore perduto o non corrisposto che ha suscitato l'ammirazione di numerosi musicisti e cantautori.
Making Movies segnò anche la separazione artistica tra i due fratelli Knopfler: David, trovandosi in disaccordo con il resto del gruppo circa alcune parti di chitarra, lasciò il progetto durante le sessioni di registrazione e decise di proseguire la carriera come solista. In previsione dell'On Location World Tour (1980-1981), nel corso del quale i Dire Straits visitarono per la prima volta l'Australia e la Nuova Zelanda, David Knopfler fu rimpiazzato dal chitarrista anglo-californiano Hal Lindes, che entrò a far parte della band insieme al tastierista Alan Clark. Il concerto del 19 dicembre 1980, tenuto alla Westfalenhallen di Dortmund, venne trasmesso dall'emittente televisiva tedesca ZDF. La tournée si chiuse il 6 luglio 1981 a Lussemburgo dopo 115 spettacoli.
Durante la preparazione del successivo album Love over Gold, edito il 20 settembre 1982, Mark Knopfler decise di rimanere l'unico responsabile della produzione artistica e presentò un lavoro decisamente sperimentale, composto da soli cinque brani arricchiti da lunghi passaggi strumentali, che ottenne anche un ottimo riscontro di pubblico. It Never Rains e Telegraph Road, una composizione di oltre 14 minuti di durata, rappresentano i brani più ambiziosi dell'album, insieme alla title track e a Private Investigations; queste ultime mostrano inoltre evidenti aperture jazz, enfatizzate dalla presenza della marimba e del vibrafono di Mike Mainieri. Industrial Disease contiene invece un'aspra critica alla società capitalista, tema già affrontato in Telegraph Road. La canzone Private Dancer, scartata dal disco in quanto ritenuta più adatta a una voce femminile, fu prescelta da Tina Turner come title track per il suo album del 1984, che si sarebbe poi affermato come il lavoro di maggior successo della cantante statunitense.

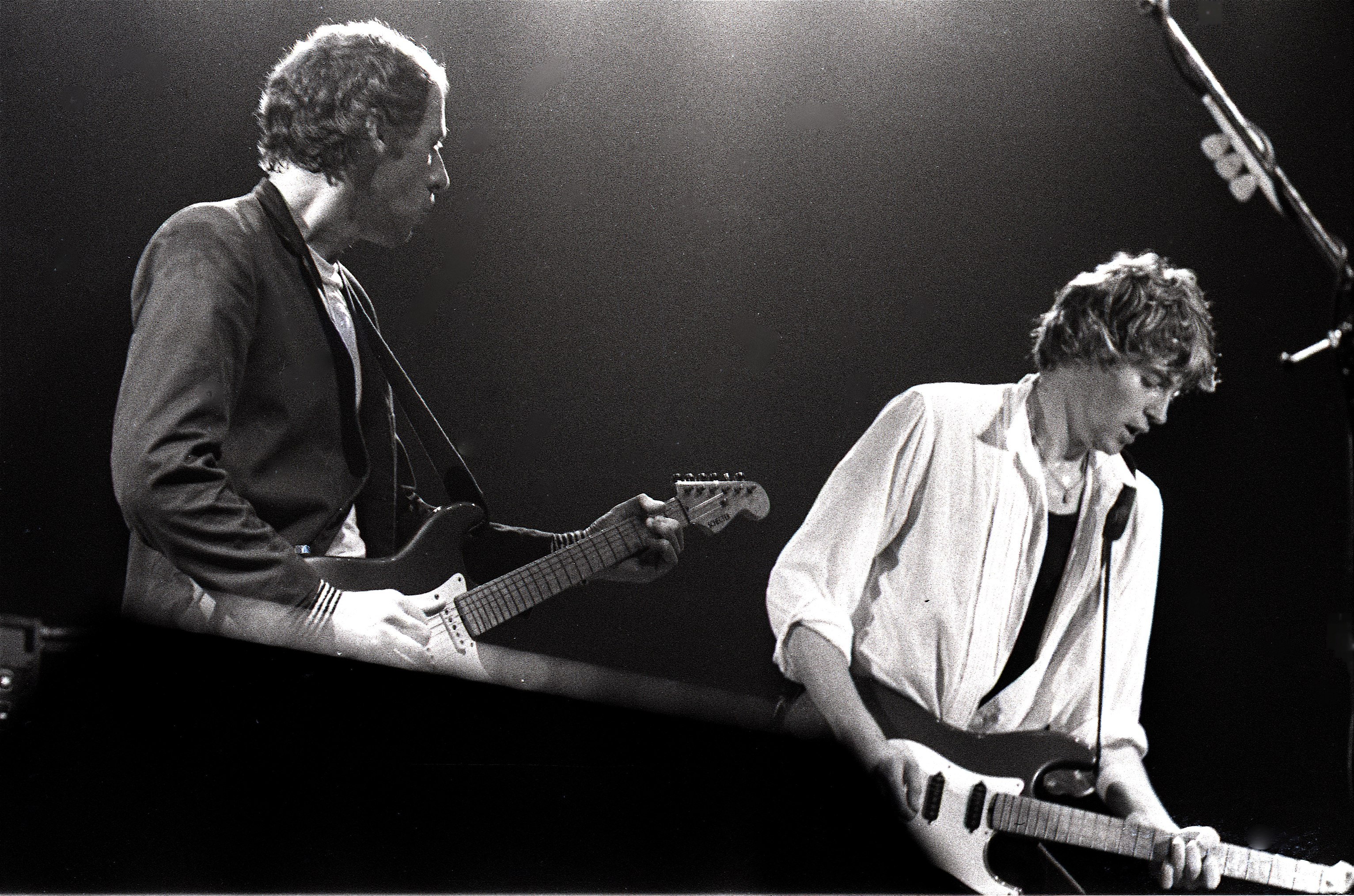
Mark Knopfler con Hal Lindes

Qualche settimana dopo la pubblicazione di Love over Gold, il batterista Pick Withers lasciò la band per dedicarsi a tempo pieno alla famiglia e alla musica jazz; Withers fu sostituito da Terry Williams, già componente dei Man e dei Rockpile. Il 10 gennaio 1983 i Dire Straits pubblicarono l'EP ExtendedancEPlay: concepito come un divertissement e un omaggio al rock and roll della tradizione, il disco fu ultimato in soli tre giorni, poco prima della partenza del gruppo per una nuova tournée mondiale che per la prima volta raggiunse anche il Giappone. Allo spettacolo che ebbe luogo il 26 marzo 1983 al Western Springs Stadium di Auckland assistettero oltre 62 000 persone, un primato per la Nuova Zelanda. Il concerto conclusivo del tour, tenuto il 23 luglio 1983 al teatro Hammersmith Odeon di Londra, fu immortalato nell'album doppio Alchemy: Dire Straits Live (edito il 16 marzo 1984), che riscosse il plauso dei fan. Il filmato dell'esibizione, già distribuito in VHS e LaserDisc, fu pubblicato il 10 maggio 2010 in versione restaurata e rimasterizzata nei formati DVD e Blu-ray. Diversamente dalla maggior parte degli album dal vivo, Alchemy fu dato alle stampe senza sovraincisioni di alcun genere né ritocchi in studio, in modo tale da salvaguardare la naturalezza della registrazione, tipica dei bootleg, mettendo al contempo in rilievo la capacità dei Dire Straits di esaltare lo spessore della loro musica in concerto.
Tra il 1982 e il 1984 Mark Knopfler concentrò la propria attenzione anche su alcuni progetti paralleli, che influenzarono profondamente il suo percorso artistico e di riflesso quello della band. Il leader del gruppo compose le colonne sonore per i film Local Hero, Cal e Comfort and Joy, edite come album a sé stanti, nelle quali emersero evidenti ascendenze celtiche; il tema di Local Hero, in particolare, entrò anche nel repertorio dei Dire Straits, che lo adottarono come brano conclusivo dei loro concerti, scegliendo di tour in tour tra le due versioni Going Home: Theme of the Local Hero e Wild Theme. Apprezzato sia come chitarrista sia in qualità di produttore artistico, negli stessi anni Knopfler fu chiamato a collaborare con Van Morrison, Phil Everly, Philip Lynott, Bob Dylan (affiancato nella circostanza da Alan Clark) e Aztec Camera; insieme a John Illsley, partecipò poi alle sessioni di registrazione del lavoro d'esordio del fratello David. Anche il medesimo Illsley realizzò un album solista, intitolato Never Told a Soul, con il sostegno di Mark Knopfler e di Terry Williams.

### Il culmine della popolarità (1985-1988)

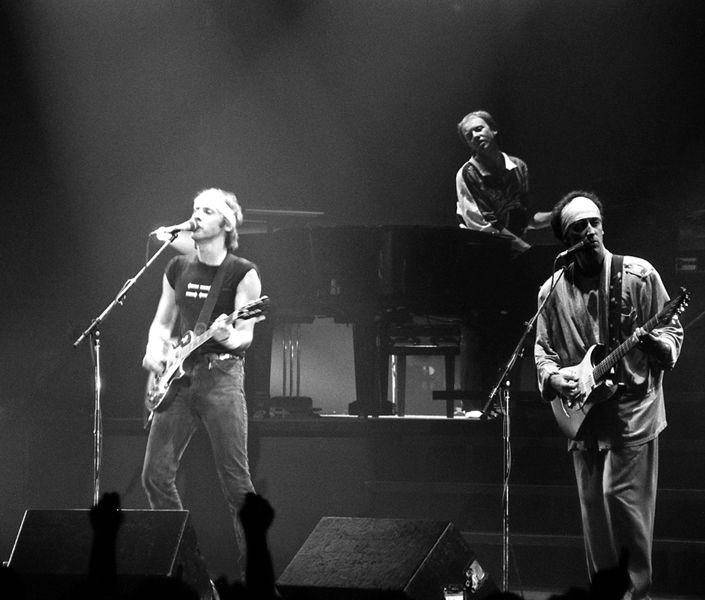
I Dire Straits impegnati in un'esibizione dal vivo nel 1985: da sinistra, Mark Knopfler, Alan Clark e Jack Sonni

L'album Brothers in Arms, prodotto da Knopfler con l'assistenza del tecnico Neil Dorfsman e distribuito il 13 maggio 1985, conobbe un successo del tutto inaspettato nelle proporzioni, favorito dalla fortuna della title track e degli altri quattro singoli So Far Away, Money for Nothing, Walk of Life e Your Latest Trick: con oltre 30 milioni di copie, è entrato nella classifica delle pubblicazioni discografiche più vendute di tutti i tempi. Pur rimanendo nel contesto del roots rock, senza prendere derive commerciali, il disco presenta alcune sonorità tipiche degli anni ottanta e un taglio più marcatamente mainstream rispetto ai lavori precedenti: per questa ragione, viene considerato l'album meno rappresentativo nell'intera produzione della band. Si tratta inoltre dell'opera più eterogenea concepita da Knopfler fino a quel momento, muovendosi dal country rock al blues, dal jazz all'hard rock, tra influenze folk e cajun. Il disco si distingue anche per la presenza delle tre canzoni antimilitariste Ride Across the River, The Man's Too Strong e Brothers in Arms, composte in riferimento al conflitto delle Falkland e al fenomeno dei "signori della guerra" che alimentavano scontri armati nei paesi del sud del mondo. La title track, in particolare, scritta dal punto di vista di un soldato ferito a morte che esorta i compagni a prendere consapevolezza dell'assurdità di tutte le guerre, è diventata un popolare inno pacifista.
Prima della preparazione dell'album, la formazione della band aveva subìto ulteriori cambiamenti: Hal Lindes si era defilato allo scopo di potersi dedicare all'attività di compositore di colonne sonore per la televisione e il cinema, mentre Guy Fletcher – un secondo tastierista – aveva fatto il suo ingresso nel gruppo. Durante le fasi di lavorazione del disco, i Dire Straits furono affiancati da alcuni turnisti, tra cui Jack Sonni, Tony Levin, Michael Brecker, Randy Brecker e il jazzista Omar Hakim, che registrò quasi tutte le parti di batteria presenti nella versione definitiva dell'album; il chitarrista Jack Sonni, pur essendo stato confermato per il successivo tour mondiale, non fu incluso nel novero dei componenti ufficiali della band. Knopfler e compagni, inoltre, invitarono Sting a cantare come seconda voce in Money for Nothing: il leader dei Police venne poi accreditato anche come coautore del brano, dal momento che per i cori fu adottata la linea melodica di Don't Stand So Close to Me. Essendo stato uno dei primi album realizzati interamente con l'ausilio di tecnologie digitali e stampati su compact disc, Brothers in Arms contribuì alla diffusione del nuovo formato tra il pubblico di tutto il mondo.

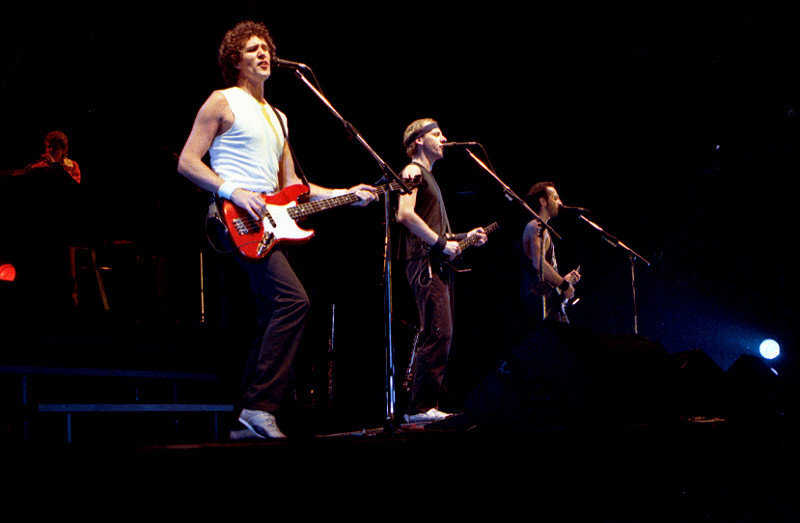
La band durante un concerto della tournée Live in 85/6

Nell'arco del biennio 1985-1986, i Dire Straits furono impegnati in una tournée di 248 concerti da "tutto esaurito", durante la quale presero parte al Live Aid presso lo stadio di Wembley a Londra (13 luglio 1985): in tale circostanza eseguirono Money for Nothing e Sultans of Swing, con il contributo di Sting nel primo dei due brani. Il tour, che era stato inaugurato a Spalato il 25 aprile 1985, si concluse il 26 aprile 1986 a Sydney: lo spettacolo finale venne trasmesso in diretta radiotelevisiva in Australia e in Nuova Zelanda. Durante la loro permanenza in terra australiana i Dire Straits appoggiarono una campagna di sensibilizzazione contro la droga, donando 50 000 dollari a favore della causa.
Il periodo compreso tra il 1985 e il 1988 vide inoltre Mark Knopfler firmare la colonna sonora del film La storia fantastica e collaborare a vario titolo con Bryan Ferry, Chet Atkins, Tina Turner, Sting, Willy DeVille, Ben E. King, Joan Armatrading, Bob Dylan e Randy Newman; insieme ad Alan Clark, Knopfler prese parte anche al tour mondiale di Eric Clapton. Il bassista John Illsley, dopo aver pubblicato un singolo con lo pseudonimo di K Wallis B and the Dark Shades of Night, completò il suo secondo album solista, Glass, nel quale figurava la partecipazione di Mark Knopfler, Alan Clark, Guy Fletcher e del sassofonista/flautista Chris White, che aveva già accompagnato la band durante il tour Live in 85/6.
I Dire Straits, sostenitori fin dagli esordi di Amnesty International e del movimento anti-apartheid, furono poi i protagonisti del concerto organizzato per il 70º compleanno di Nelson Mandela, imprigionato dal regime sudafricano. L'evento ebbe luogo l'11 giugno 1988 allo stadio di Wembley; Jack Sonni, che era appena diventato padre, fu sostituito per l'occasione da Eric Clapton. Poco dopo, anche il batterista Terry Williams lasciò la band.

### Gli anni del tramonto (1989-1995)
A cavallo tra gli anni ottanta e gli anni novanta, Mark Knopfler si mostrò sempre più interessato a progetti artistici lontani dalle attenzioni del grande pubblico, accantonando di conseguenza i Dire Straits; a questo riguardo egli dichiarò:
Dopo aver composto la colonna sonora del film Ultima fermata Brooklyn, nel 1989 il musicista diede vita al collettivo informale alternative country The Notting Hillbillies, fondato insieme agli amici di gioventù Steve Phillips e Brendan Croker; il nucleo originario della formazione venne poi completato da Guy Fletcher. L'esperienza culminò nella pubblicazione di un album in studio, intitolato Missing...Presumed Having a Good Time (1990), e in una tournée nazionale della band, a cui prese parte anche l'agente dei Dire Straits Ed Bicknell in qualità di batterista. Negli stessi mesi, rifiutando ogni compenso, Knopfler incise Neck and Neck, un disco di duetti con il celebre chitarrista country Chet Atkins.

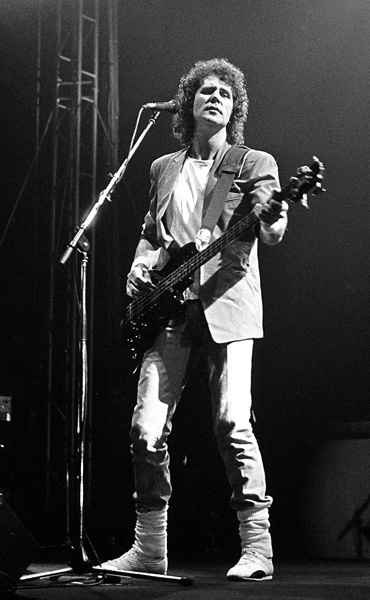
Il bassista John Illsley sul palco con i Dire Straits

L'attività dei Dire Straits riprese a pieno regime soltanto nel novembre del 1990, allorché la band tornò in studio per la lavorazione di un nuovo album dopo aver partecipato al festival di Knebworth per un concerto di beneficenza. Alle sessioni di registrazione contribuirono i turnisti Danny Cummings, Vince Gill, Manu Katché, Phil Palmer, Jeff Porcaro, Chris White e Paul Franklin, un virtuoso della pedal steel guitar già coinvolto nel tour dei Notting Hillbillies; la produzione artistica fu curata da Knopfler insieme agli altri tre componenti fissi del gruppo, ovvero Clark, Fletcher e Illsley. Il disco, intitolato On Every Street, fu pubblicato il 10 settembre 1991 a sei anni e mezzo di distanza da Brothers in Arms, del quale non riuscì a replicare il successo in termini di riscontro popolare. Concepito inizialmente come un progetto country blues tradizionale, nel quale avrebbero dovuto prevalere sonorità acustiche, si trasformò in corso d'opera in un lavoro molto più variegato nello stile, che limitatamente ad alcuni aspetti gettò le basi per la successiva carriera solista di Knopfler: l'album spazia ad esempio dal country rock di Calling Elvis all'hard rock di Heavy Fuel, dal blues di Fade to Black al rockabilly di The Bug.
Prima ancora che il disco venisse pubblicato, i Dire Straits partirono per un'altra lunghissima tournée planetaria, che ebbe inizio il 23 agosto 1991 a Dublino e si concluse, dopo 216 spettacoli, il 9 ottobre 1992 a Saragozza. La formazione era composta da nove elementi: ai quattro membri della band si affiancarono infatti Chris Whitten alla batteria, Phil Palmer alla chitarra, Danny Cummings alle percussioni, Chris White agli strumenti a fiato e Paul Franklin alla pedal steel guitar. I due concerti tenuti rispettivamente all'Arena di Nîmes il 21 maggio 1992 e allo Stadion Feijenoord di Rotterdam il 29 maggio 1992 vennero documentati nell'album On the Night, edito il 10 maggio 1993, che conseguì una popolarità ragguardevole per un disco dal vivo; le tracce rimaste escluse dal CD per ragioni di spazio, oltre a essere inserite nelle versioni video dell'album, furono distribuite come EP con il titolo di Encores. L'esibizione del 28 giugno 1992 a Basilea fu invece trasmessa da varie reti televisive.
Al termine del tour, il gruppo interruppe di fatto l'attività in maniera definitiva: il leader Mark Knopfler, incline fin dagli esordi a mantenersi distante dalle logiche del music business, decise di concentrare le proprie forze su una carriera solista che gli permettesse di sperimentare nuovi percorsi musicali, continuando al contempo a suonare dal vivo su una scala più piccola. Il chitarrista commentò così tale scelta in un'intervista del 2002:
Risale al 26 giugno 1995 la pubblicazione dell'ultima opera inedita della band, Live at the BBC, un album rappresentativo dei primi anni di carriera: il disco contiene la registrazione di un concerto trasmesso in diretta dalla BBC Radio il 22 luglio 1978, alla quale è aggiunta una performance di Tunnel of Love tratta dal già menzionato spettacolo del 19 dicembre 1980 a Dortmund.

## Stile musicale
(Douglas Adams, Addio, e grazie per tutto il pesce, 1984)

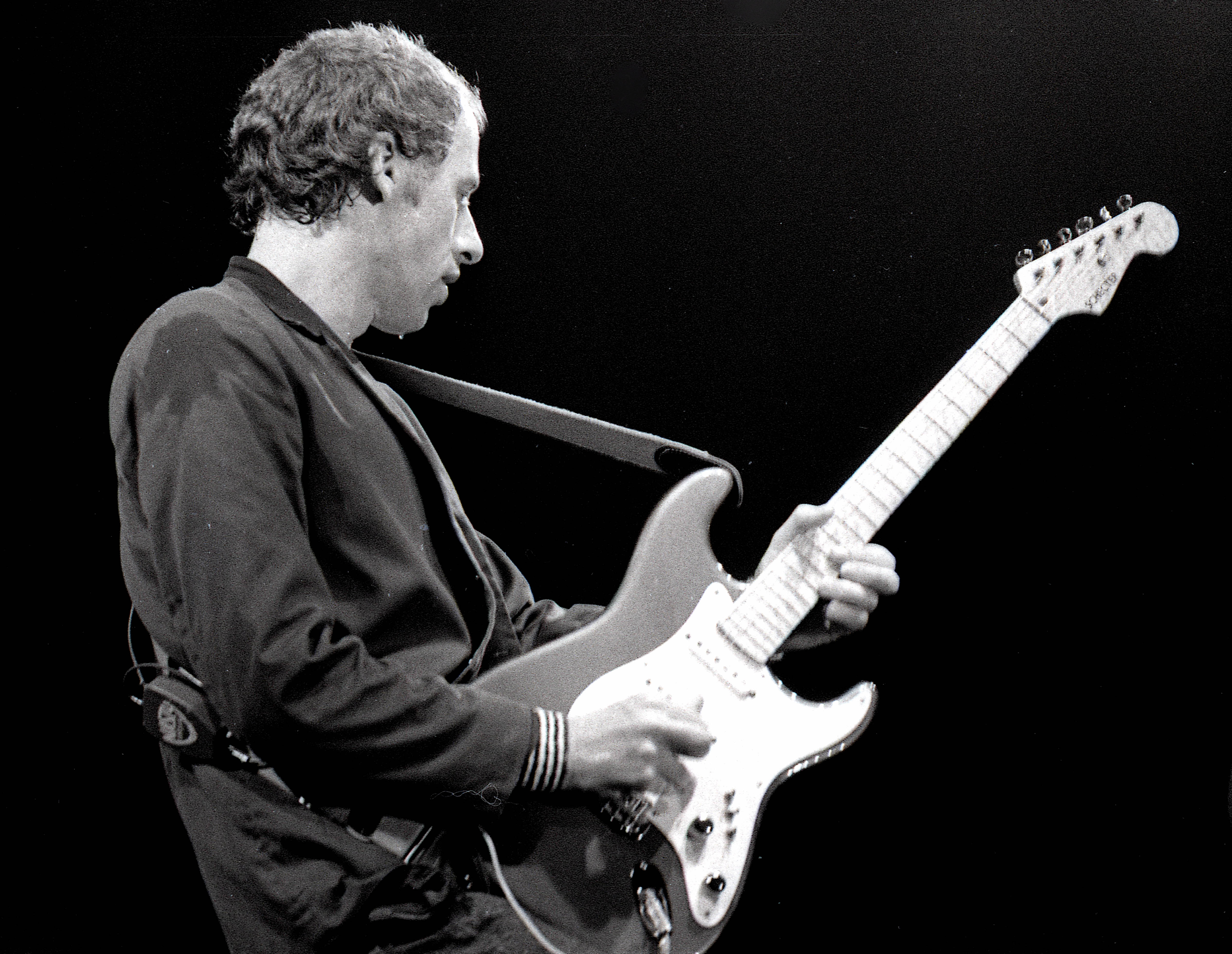
Mark Knopfler con una Schecter Custom Stratocaster

Pur avendo debuttato in piena epoca punk e avendo raggiunto l'apice della notorietà nel corso degli anni ottanta, i Dire Straits sono sempre rimasti tra gli esponenti del rock più genuino, ponendosi quindi in aperta controtendenza rispetto alle mode del periodo. Sebbene il loro approccio abbia subìto un'evoluzione nel tempo, Mark Knopfler e compagni hanno mantenuto un'impostazione stilistica ben precisa e facilmente riconoscibile, che ha connotato l'intero percorso artistico del gruppo. Le sonorità dei Dire Straits, presentando marcate ascendenze blues, country e rock and roll, rientrano sostanzialmente nei canoni del roots rock; nel complesso, l'opera della band si configura tuttavia come una sintesi di elementi stilistici derivati da un'ampia varietà di tradizioni e di generi musicali differenti, tra cui si annoverano anche il pub rock, il jazz, il rock progressivo, il folk, il rockabilly, l'hard rock e la musica celtica. Nella produzione del gruppo si riscontra inoltre l'influenza di alcuni artisti attivi tra gli anni cinquanta e gli anni settanta, come Bob Dylan, J.J. Cale, Hank Marvin, Chuck Berry, Jimi Hendrix, The Animals, B.B. King, Lonnie Donegan, Chet Atkins, Django Reinhardt, The Kinks, Ry Cooder, Scotty Moore e James Burton. Sotto il profilo della struttura compositiva, numerose canzoni dei Dire Straits sono accomunate dalla presenza di estesi passaggi strumentali e dalla mancanza di un vero e proprio ritornello.
Mark Knopfler, essendo in particolare l'unico autore di quasi tutti i brani della band, ha assunto sin dagli esordi una posizione di netta preminenza artistica all'interno del gruppo. Il suo originale stile chitarristico ha rappresentato uno dei principali tratti distintivi della musica dei Dire Straits: grande virtuoso dello strumento, Knopfler ha privilegiato la tecnica fingerpicking che non prevede l'uso del plettro, adottando una rielaborazione personale dello stile clawhammer tipico degli specialisti del banjo. La scelta di suonare da destrimano pur essendo mancino gli ha poi consentito, grazie all'azione della mano forte sul manico, di eseguire con facilità bending su tre corde e di sviluppare un potente vibrato. Nei primi anni di carriera il particolare tocco di Knopfler si univa alle timbriche limpide di un'onnipresente Fender Stratocaster, mentre nel 1980 la sua chitarra principale divenne la Schecter Custom Stratocaster, contraddistinta da un suono più potente rispetto alla Fender. A metà degli anni ottanta si registrò un ulteriore rinnovamento della gamma di strumenti a disposizione del chitarrista, che in quel periodo cominciò a suonare una Gibson Les Paul e alcuni modelli John Suhr e Pensa-Suhr. La band ha dato un contributo rilevante anche alla popolarità della chitarra resofonica National Style O-14 Fret, che è stata impiegata in almeno una canzone di ciascuno dei sei album in studio del gruppo. Con i Dire Straits, Knopfler ha utilizzato inoltre alcuni esemplari di Fender Telecaster, Schecter Custom Telecaster, Gibson Chet Atkins, Burns Baldwin Double Six, Gibson SG, Erlewine Custom, Ramirez Classical e Gibson Super 400 CES, oltre a svariate altre chitarre.

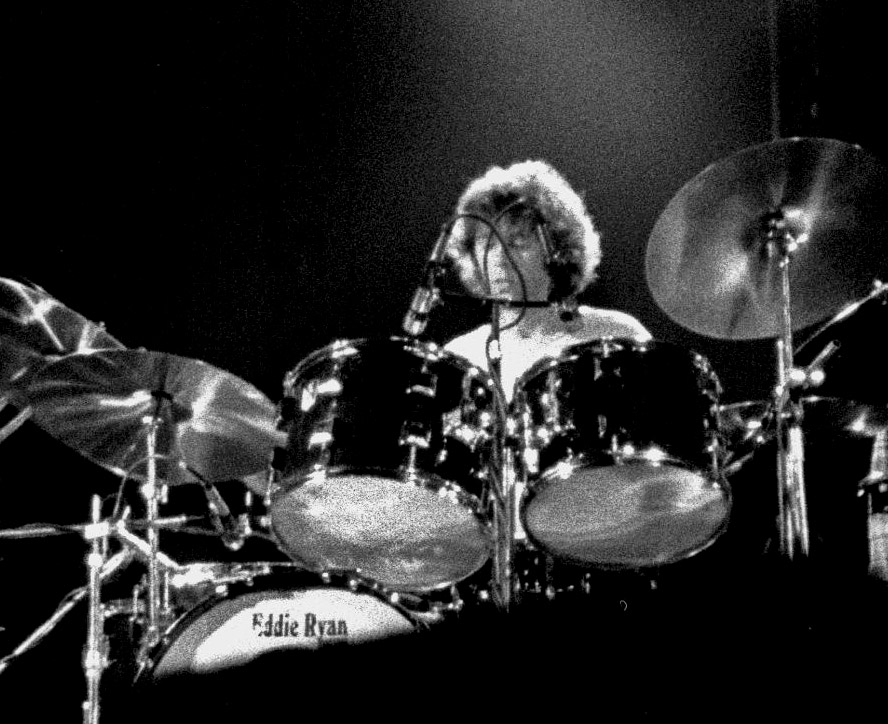
Il batterista Pick Withers compare in cinque dei nove album di registrazioni inedite del gruppo

I testi di Knopfler hanno mostrato fin dai primi lavori una considerevole carica evocativa. Molte canzoni raccontano vicende di persone comuni, ritratte con una poetica volta a mettere sempre in risalto le emozioni dei protagonisti evitando di cadere nel sentimentalismo. Numerosi brani comprendono anche riflessioni di carattere politico-sociale, sottintendendo spesso conclusioni morali senza fornire giudizi espliciti: tra gli argomenti messi a tema con maggiore frequenza rientra la denuncia dei mali provocati dal capitalismo e dal cinismo della società contemporanea. A proposito della genesi dei suoi pezzi, Knopfler ha affermato:
L'attività dei Dire Straits è sempre stata caratterizzata da un'immagine di sobrietà e semplicità. Nel marzo 1995, commentando la carriera del gruppo per le note di copertina di Live at the BBC, Charlie Gillett scrisse:

## Concerti
Le esibizioni dei Dire Straits erano spettacoli essenziali, pressoché sprovvisti di teatralità. In occasione dei concerti, Mark Knopfler era solito presentare arrangiamenti più complessi e rinnovarli frequentemente, concedendosi spazi ampi per fraseggi e assolo ma rimanendo sempre estraneo a ogni forma di virtuosismo ostentato o fine a sé stesso.
Descrivendo l'approccio della band alle interpretazioni dal vivo, Knopfler spiegò:

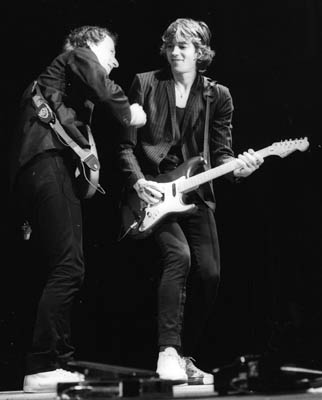
Mark Knopfler e Hal Lindes durante un'esibizione dei Dire Straits

La seguente è la lista delle tournée intraprese dai Dire Straits nell'arco della loro carriera.
- 1978 – Tour di debutto
- 1979 – Communiqué Tour
- 1980-1981 – On Location: The World Tour
- 1982-1983 – Dire Straits 1982/3
- 1985-1986 – Live in 85/6
- 1991-1992 – On Every Street World Tour

## Eredità artistica e popolarità
I Dire Straits sono considerati uno dei gruppi più eminenti del rock britannico. La band guidata da Mark Knopfler ha inciso nove album di registrazioni inedite, vendendo complessivamente più di 120 milioni di dischi. Tra il 1979 e il 2019 risulta che siano state pubblicate oltre 480 cover di brani musicali originariamente interpretati dal gruppo; alcune di esse sono state realizzate da artisti molto affermati, quali Albert Lee, Eric Clapton, Art Garfunkel, Joan Baez, The Everly Brothers, Johnny Cash, le Indigo Girls, Waylon Jennings, The Shadows, Rod Stewart, i Metallica, The Killers e l'Orchestra Sinfonica di Vienna. Altri musicisti come Stevie Nicks, Jon Bon Jovi, Daron Malakian e Bob Dylan hanno citato i Dire Straits tra le loro fonti di ispirazione.

## Formazione

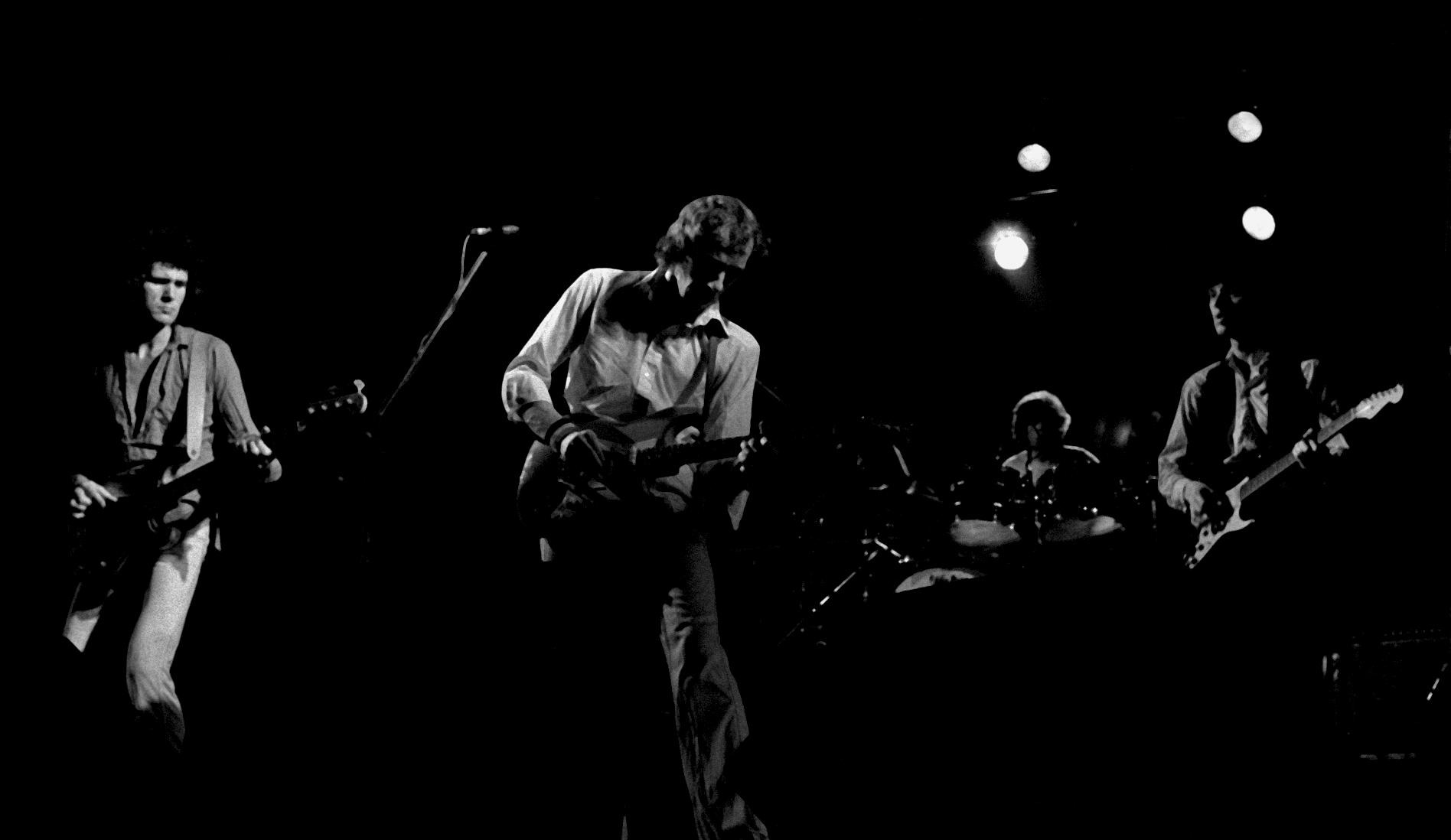
La formazione originaria dei Dire Straits in concerto nel 1978: da sinistra, John Illsley, Mark Knopfler, Pick Withers e David Knopfler

### Componenti al momento dello scioglimento
- Mark Knopfler – voce e chitarra (1977-1995)[138]
- John Illsley – basso e cori (1977-1995)[138]
- Alan Clark – tastiere (1980-1995)[139]
- Guy Fletcher – tastiere e cori (1984-1995)[140]

### Ex componenti
- David Knopfler – chitarra e cori (1977-1980)[141]
- Pick Withers – batteria (1977-1982)[142]
- Hal Lindes – chitarra e cori (1980-1984)[143]
- Terry Williams – batteria (1982-1988)[144]

### Musicisti di supporto
I Dire Straits si sono spesso avvalsi della collaborazione di alcuni musicisti di supporto, al fine di adattarsi meglio alle esigenze interpretative dei vari brani. Fra questi occorre annoverare anche Joop de Korte, il tecnico della batteria che aveva inoltre il compito di dare il benvenuto al pubblico e di annunciare l'ingresso della band sul palco in apertura dei concerti (è possibile ascoltare la sua voce all'inizio dell'album Alchemy). Nel corso del Communiqué Tour (1979), Knopfler e compagni lo incaricarono di eseguire piccole parti percussionistiche durante le loro esibizioni dal vivo: il tecnico decise quindi di collocare gli strumenti destinati a tale scopo vicino agli amplificatori, in una posizione parzialmente nascosta dalla quale potesse continuare nel contempo a tenere sotto controllo il funzionamento della batteria. Joop de Korte proseguì a suonare dal vivo con il gruppo fino al Mandela Day del 1988: in occasione dell'On Every Street World Tour (1991-1992), per il quale si unì alla band il percussionista Danny Cummings, egli tornò a svolgere mansioni di natura meramente tecnica.
Il seguente è l'elenco completo dei turnisti che hanno collaborato con la band in studio di registrazione o in concerto.
- Barry Beckett (B. Bear) – tastiere (1979)[146][147]
- Joop de Korte – percussioni (1979-1988)[47][145]
- Roy Bittan – tastiere (1980)[148][149]
- Mike Mainieri – vibrafono e marimba (1982-1985)[83][150]
- Ed Walsh – sintetizzatore (1982)[150][151]
- Tommy Mandel – tastiere (1982-1983)[47][64]
- Mel Collins – sassofono (1983)[47][64]
- Omar Hakim – batteria (1984-1985)[83][152]
- Michael Brecker – sassofono (1984-1985)[83][152]
- Randy Brecker – tromba (1984-1985)[83][152]
- Malcolm Duncan – sassofono (1984-1985)[83][152]
- Neil Jason – basso (1984-1985)[83][152]

- Tony Levin – basso (1984-1985)[83][152]
- Jimmy Maelen – percussioni (1984-1985)[83][152]
- Dave Plews – corno (1984-1985)[83][152]
- Jack Sonni – chitarra e cori (1984-1986)[83][87][152]
- Chris White – sassofono e flauto (1985-1992)[87][94][97]
- Vince Gill – chitarra e cori (1990-1991)[94][153]
- Jeff Porcaro – batteria (1990-1991)[94][153]
- Manu Katché – batteria (1990-1991)[94][153]
- Danny Cummings – percussioni (1990-1992)[94][97]
- Paul Franklin – pedal steel guitar (1990-1992)[94][97]
- Phil Palmer – chitarra e cori (1990-1992)[94][97]
- Chris Whitten – batteria (1991-1992)[91][97]

## Discografia

### Album in studio
- 1978 – Dire Straits
- 1979 – Communiqué
- 1980 – Making Movies
- 1982 – Love over Gold
- 1983      - Extendance Play (EP)
- 1985 – Brothers in Arms
- 1991 – On Every Street

### Album dal vivo
- 1984 – Alchemy: Dire Straits Live
- 1993 – On the Night
- 1993      - Hancores
- 1995 – Live at the BBC

## Premi e riconoscimenti

### Premi attribuiti
- BRIT Awards

1983 – miglior gruppo britannico
1986 – miglior gruppo britannico
1987 – miglior album britannico, per Brothers in Arms
- Premi Grammy

1986 – miglior interpretazione rock di un duo o un gruppo con parti vocali, per Money for Nothing
1986 – pubblicazione discografica non classica con la miglior ingegneria del suono, per Brothers in Arms
1987 – miglior videoclip musicale, per il brano Brothers in Arms
2006 – miglior album surround, per l'edizione limitata di Brothers in Arms
- Juno Awards

1986 – album internazionale dell'anno, per Brothers in Arms
- MTV Video Music Awards

1986 – videoclip dell'anno, per Money for Nothing
1986 – miglior videoclip di un gruppo, per Money for Nothing
- ASCAP Award

1987
- Ivor Novello Award

1989
- PRS for Music Heritage Award

2009
- Rock and Roll Hall of Fame

2018

### Candidature ricevute
- American Music Award

1986 – miglior singolo pop o rock, per Money for Nothing
- BRIT Awards

1986 – miglior album britannico, per Brothers in Arms
1986 – miglior singolo britannico, per Money for Nothing
1986 – miglior videoclip britannico, per Money for Nothing
2010 – miglior album britannico del trentennio, per Brothers in Arms
- Premi Grammy

1980 – miglior artista esordiente
1980 – miglior interpretazione rock di un duo o un gruppo con parti vocali, per Sultans of Swing
1983 – pubblicazione discografica non classica con la miglior ingegneria del suono, per Love over Gold
1986 – album dell'anno, per Brothers in Arms
1986 – canzone dell'anno, per Money for Nothing
1986 – registrazione dell'anno, per Money for Nothing
1992 – miglior videoclip musicale, per Calling Elvis
- MTV Video Music Awards

1986 – miglior interpretazione dal vivo in un videoclip, per Money for Nothing
1986 – miglior concept, per Money for Nothing
1986 – miglior regia, per Money for Nothing
1986 – migliori effetti speciali, per Money for Nothing
1986 – scelta del pubblico, per Money for Nothing
1986 – miglior direzione artistica, per Money for Nothing
1986 – miglior post-produzione, per Money for Nothing
1986 – miglior videoclip sperimentale, per Money for Nothing
1986 – miglior interpretazione complessiva, per Money for Nothing